# Люмінесценція нафти
Люмінесценція нафти (рос. люминесценция нефти; англ. luminescence (fluorescence) of oil; нім. Erdöllumineszenz f – здатність люмінесціювати в ультрафіолетових променях, при цьому колір і яскравість люмінісценції залежать від групового складу нафти. Люмінесценція нафти може використовуватися для детальної кореляції продуктивних пластів, для контролю за переміщенням нафти у пласті під час розробки покладів і т.д. 